# Stefano Veneziano
Stefano Veneziano, ou Stefano di Sant'Agnese, est un peintre vénitien du XIVe siècle.

## Biographie
Il est un contemporain de Lorenzo Veneziano et de Semitecolo, et peint de la même manière. Il a signé ses œuvres « STEFAN Plebanus sanctae AGNETIS », et est donc censé avoir été paroissien de l'église Sant'Agnese à Venise, voire son curé. Il a été actif dans la seconde moitié du XIVe siècle.

## Collections publiques
- Venise, église de San Zaccaria : Vierge au trône et l'Enfant, 1385, partie centrale du Polyptyque de la Vierge
- Gallerie dell'Accademia de Venise : Couronnement de la Vierge (attribution)
- Venise, Museo Correr

Madone trônant avec l'Enfant Jésus ou Madone à la Rose
Saint Christophe
- Paris, musée du Louvre : La Vierge et l'Enfant, 1354, tempera et or sur bois, ancienne Collection Campana[4]

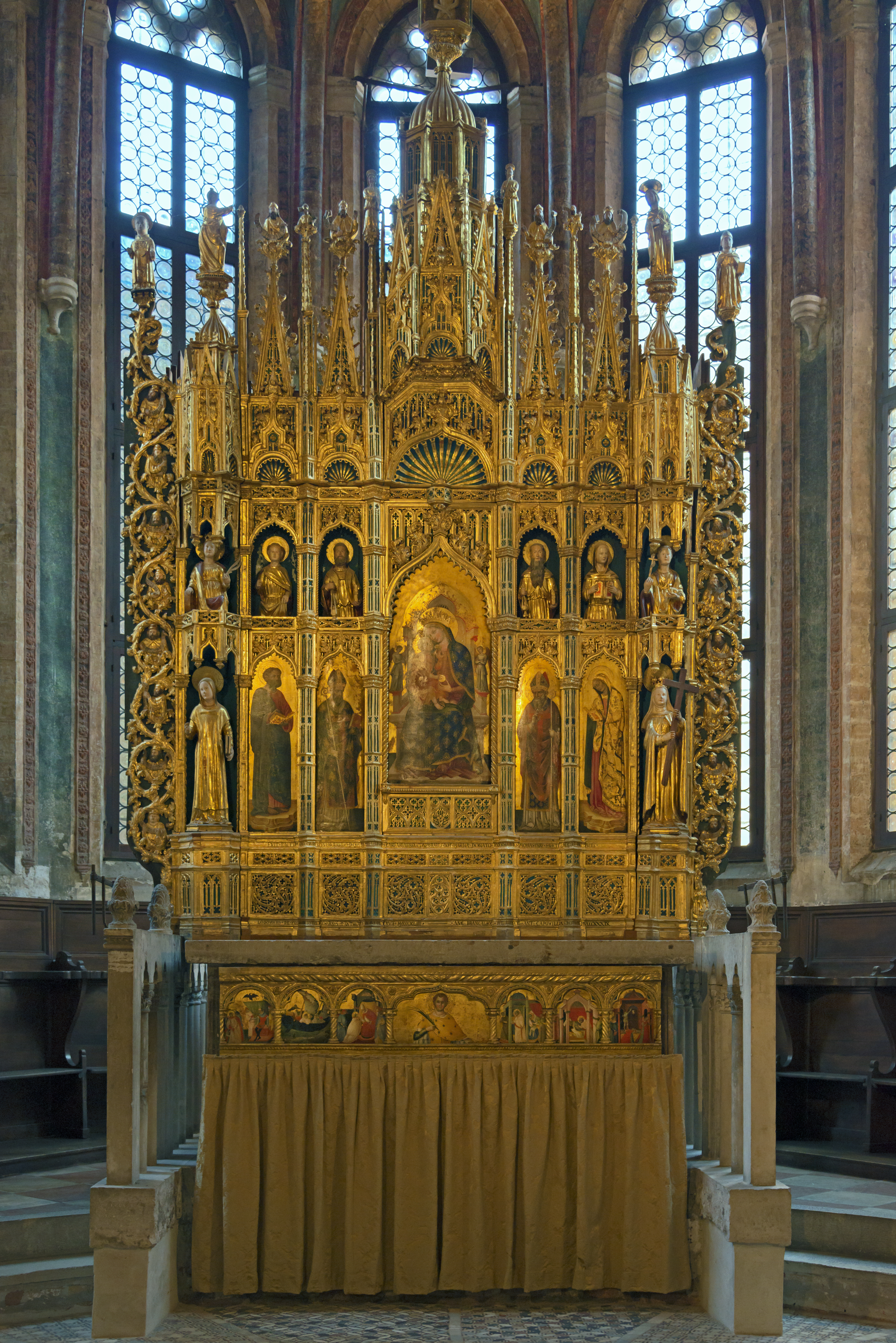
Polyptyque de la Vierge, Venise, église de San Zaccaria
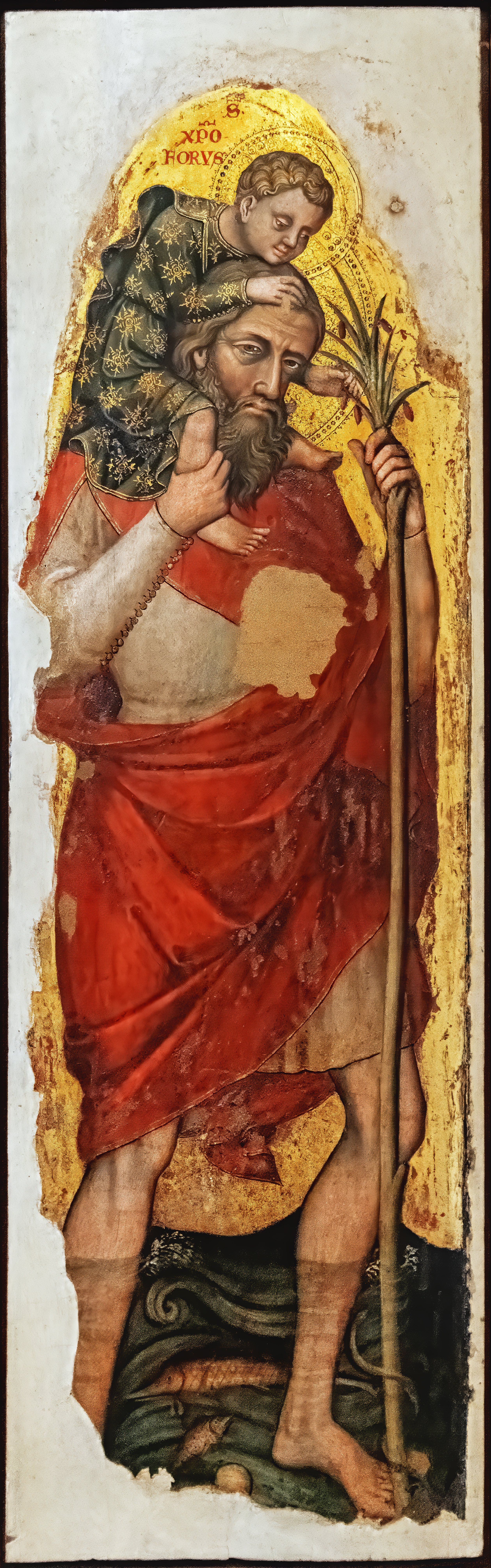
Saint Christophe Musée Correr Venise